# امیر سمواتی
امیر سمواتی (‍۲۲ دی ۱۳۳۸ – ۱۸ خرداد ۱۴۰۴) تهیه‌کننده و کارگردان ارشد سینما و تلویزیون اهل ایران و دانش‌آموخته رشته سینما و کارگردانی در سال ۱۳۶۶ از دانشگاه صدا و سیما بود.

## زندگی‌نامه
امیر سمواتی در سال ۱۳۳۸ در همدان زاده شد. او کارشناسی کارگردانی و تدوین دارد و همچنین مدیرعامل مؤسسه تولید و توزیع فیلم درخشان آفتاب عالمتاب است. این شرکت نخستین شرکت دانش بنیان سینمایی و عضو پارک علم و فناوری البرز است.
او بین سال‌های ۱۳۶۰ تا ۱۳۸۰ تهیه‌کننده و کارگردان سریال‌ها و برنامه تلویزیونی مختلفی بوده‌است.

## فیلمشناسی

### تهیه‌کننده[۴]
- دبستان شوک(۱۳۷۹)
- نفس عمیق(۱۳۸۰)
- کافه ترانزیت (۱۳۸۳)
- قصه عشق(۱۳۸۵)
- باغ قرمز(۱۳۸۸)
- همه چی آرومه (۱۳۸۹)
- کوچه ملی (۱۳۸۹)
- دربند (۱۳۹۱)
- پنج ستاره (۱۳۹۲)
- با دیگران (۱۳۹۲)
- ساکن طبقه وسط (۱۳۹۳)
- کاکا (۱۳۹۵)

#### کارگردان[۴]
- باغ قرمز (۱۳۸۸)

#### بازیگر[۴]
- هشت و نیم شب (۱۳۶۵)
- دربند (۱۳۹۱)
- کرگدن (۱۳۹۸)، در نقش پدر کاظی
- زخم کاری فیلم تلویزیونی (۱۳۹۹)

#### برنامه‌های تلویزیونی
1. ماجراهای آقای خیرخواه، تهیه‌کننده و کارگردان (۱۳۶۴–۱۳۶۵)
2. همسایه‌های روبرو، تهیه‌کننده سریال
3. فرزندان ایران، تهیه‌کننده سریال
4. برنامه ترکیبی تابستانه، تهیه‌کننده
5. برنامه ترکیبی پاییزانه، تهیه‌کننده
6. مسابقه محله، طراح و تهیه‌کننده[۵]
7. مسابقه انسان خودرو مهارت، تهیه‌کننده

## جوایز و افتخارات

### جشنواره‌های داخلی
| جشنواره                                            | فیلم         | نامزد       | برنده                         |
| -------------------------------------------------- | ------------ | ----------- | ----------------------------- |
| بیست و یکمین دوره جشنواره فیلم فجر                 | نفس عمیق     | بهترین فیلم |                               |
| هفتمین جشن بزرگ سینمای ایران                       | نفس عمیق     | بهترین فیلم |                               |
| بیست و سومین جشنواره فجر                           | کافه ترانزیت | بهترین فیلم |                               |
| نهمین جشن بزرگ سینمای ایران                        | کافه ترانزیت | بهترین فیلم |                               |
| سی و یکمین دوره جشنواره فیلم فجر                   | دربند        | بهترین فیلم |                               |
| جشن انجمن منتقدان سینمای ایران در سال ۱۳۹۲         | دربند        |             | بهترین فیلم                   |
| شانزدهمین دوره جشن بزرگ سینمای ایران               | دربند        | بهترین فیلم |                               |
| بخش بین‌الملل سی و دومین جشنوارهٔ بین‌المللی فیلم فجر | بادیگران     |             | دیپلم افتخار ویژهٔ هیئت داوران |

#### جشنواره‌های بین‌المللی
- فیلم سینمایی نفس عمیق معرفی شده به‌عنوان بهترین فیلم سال سینمای ایران به آکادمی اسکار2004[۱۴]
- فیلم سینمایی کافه ترانزیت معرفی شده به‌عنوان بهترین فیلم سال سینمای ایران به آکادمی اسکار2007 .[۱۴][۱۵]

| جشنواره | فیلم           | نامزد                  | برنده                                                             |
| جشنواره بین‌المللی فیلم‌های فوق‌العاده بوچئون | در انتهای اوین |                        | برنده جایزه بهترین فیلم به انتخاب فدراسیون بین‌المللی ژرژ میلیس    |
| --- | -------------- | ---------------------- | ----------------------------------------------------------------- |
| جشنواره فیلم پوسان دوره هشتم ۲۰۰۳ | نفس عمیق       |                        | برنده جایزه فیپرشی                                                |
| جشنواره بین‌المللی فیلم تورین ـ دوره بیست و یکم (ایتالیا)(۲۰۰۴) | نفس عمیق       |                        | جایزه ویژه هیئت داوران                                            |
| جشنواره بین‌المللی فیلم هامبورگ (۲۰۰۴) | نفس عمیق       |                        | برنده جایزه طلایی                                                 |
| شرکت در جشنواره‌های فیلم (فیلم کن فرانسه دوره پنجاه و ششم - فیلم مونترال کانادا دوره بیست و هفتم - فیلم ونکوور کانادا دوره بیست و دوم - فیلم ملبورن استرالیا دوره پنجاه و سوم - جشنواره فیلم‌هایی از جنوب، اسلونی دوره سیزدهم - فیلم لندن دوره چهل و هفتم - فیلم تسالوینکی یونان دوره چهل و چهارم - فیلم سائوپائولو برزیل دوره بیست و هفتم و… | نفس عمیق       |                        |                                                                   |
| جشنواره بین‌المللی فیلم ماردل پلاتا (آرژانتین) ۲۰۰۶ | کافه ترانزیت   |                        | برنده جایزه ویژه هیئت داوران و جایزه انجمن روزنامه نگاران سینمایی |
| جشنواره بین‌المللی فیلم داکا ـ دوره نهم (بنگلادش) ۲۰۰۶ | کافه ترانزیت   |                        | برنده جایزه فیپرشی                                                |
| جشنواره بین‌المللی فیلم شیکاگو ۲۰۰۵ | کافه ترانزیت   | نامزد هوگو طلایی       |                                                                   |
| جشنواره سه قاره نانت ۲۰۰۵ | کافه ترانزیت   | نامزد جایزه بالن طلایی |                                                                   |
| شرکت در جشنواره‌های فیلم (فیلم تورنتو کانادا دوره سی ام -فیلم پالم اسپرینگ آمریکا دوره هفدهم و… | کافه ترانزیت   |                        |                                                                   |
| جشنواره بین‌المللی فیلم شیکاگو ۲۰۱۳ | دربند          | نامزد                  |                                                                   |
| جشنواره فیلم داکا ۲۰۱۳(بنگلادش) | دربند          |                        | برنده جایزه                                                       |
| هفدهمین جشنوارهٔ بین‌المللی مذهب امروز، ایتالیا ۲۰۱۴ | بادیگران       |                        | جایزه ویژهٔ هیئت داوران                                            |
| شانزدهمین جشنوارهٔ بین‌المللی «مومبای» - هند۲۰۱۴ | بادیگران       |                        | بهترین فیلم از نگاه منتقدان                                       |
| سی و هشتمین جشنواره جهانی فیلم مونترال ۲۰۱۴ | بادیگران       | نامزد جایزه طلایی      |                                                                   |
| شرکت در جشنواره‌های فیلم (هفتمین جشنوارهٔ بین‌المللی «بنگلور» هند - سی و هشتمین جشنوارهٔ بین‌المللی «سائوپائولو» و… | بادیگران       |                        |                                                                   |